# Oratha hypparia
Oratha hypparia är en fjärilsart som beskrevs av Felder 1875. Oratha hypparia ingår i släktet Oratha och familjen mätare. Inga underarter finns listade i Catalogue of Life.